# Åkerklynne
Åkerklynne (Valerianella rimosa) är en kaprifolväxtart som beskrevs av Toussaint Bastard.
Åkerklynne tillhör släktet klynnen och familjen kaprifolväxter. Arten förekommer tillfälligt i Sverige, men reproducerar sig inte. Inga underarter finns listade i Catalogue of Life.

## Bildgalleri

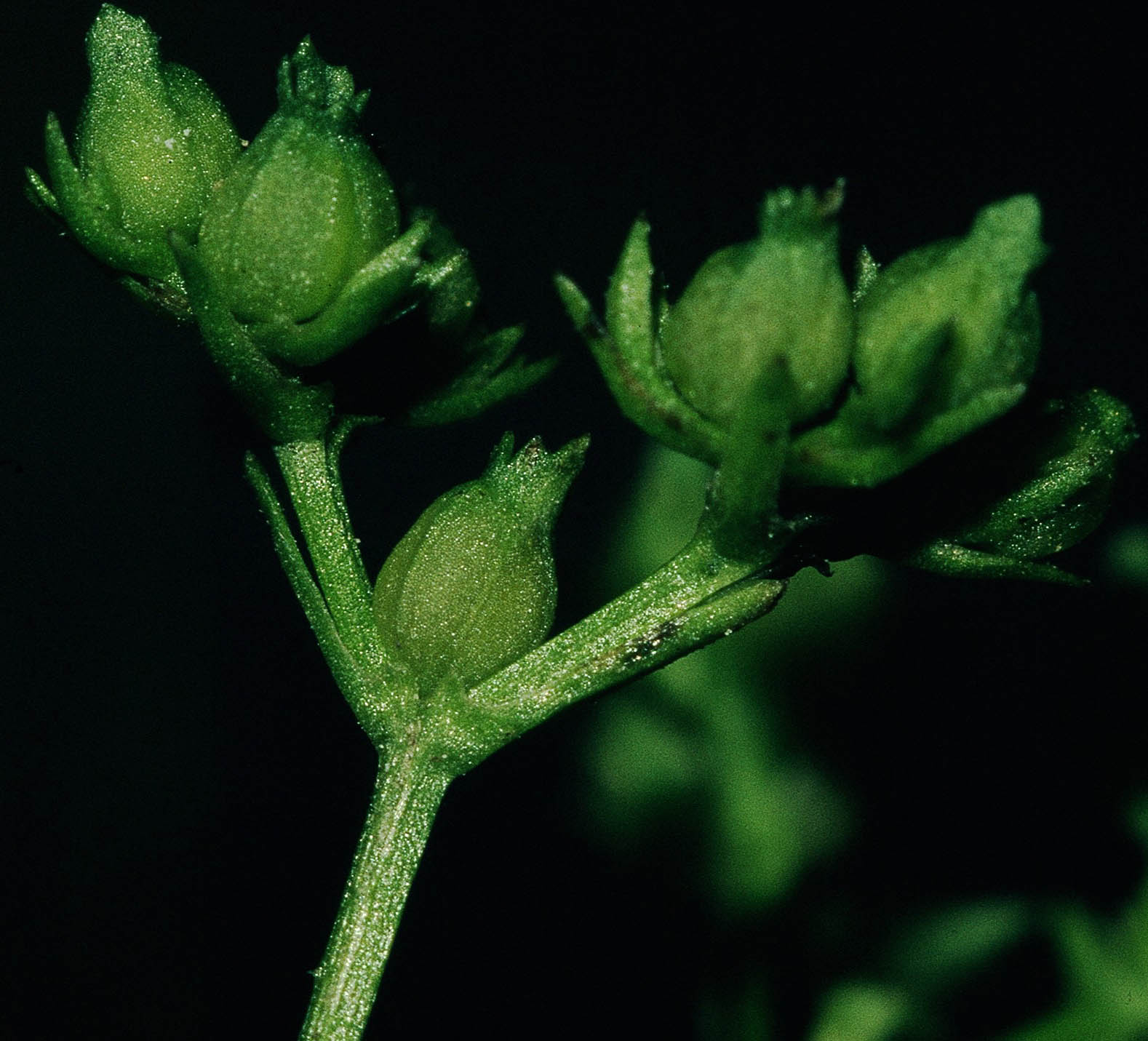
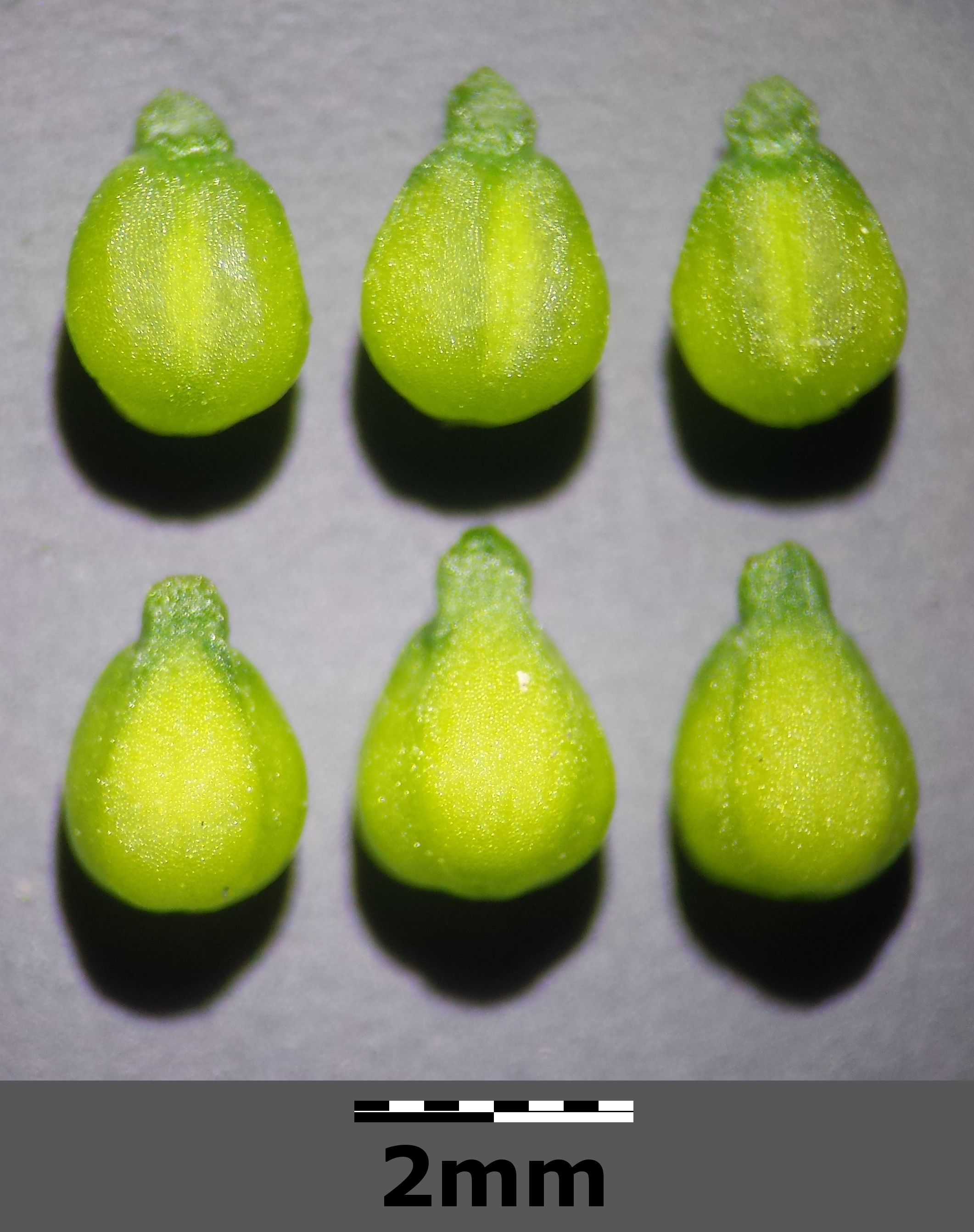
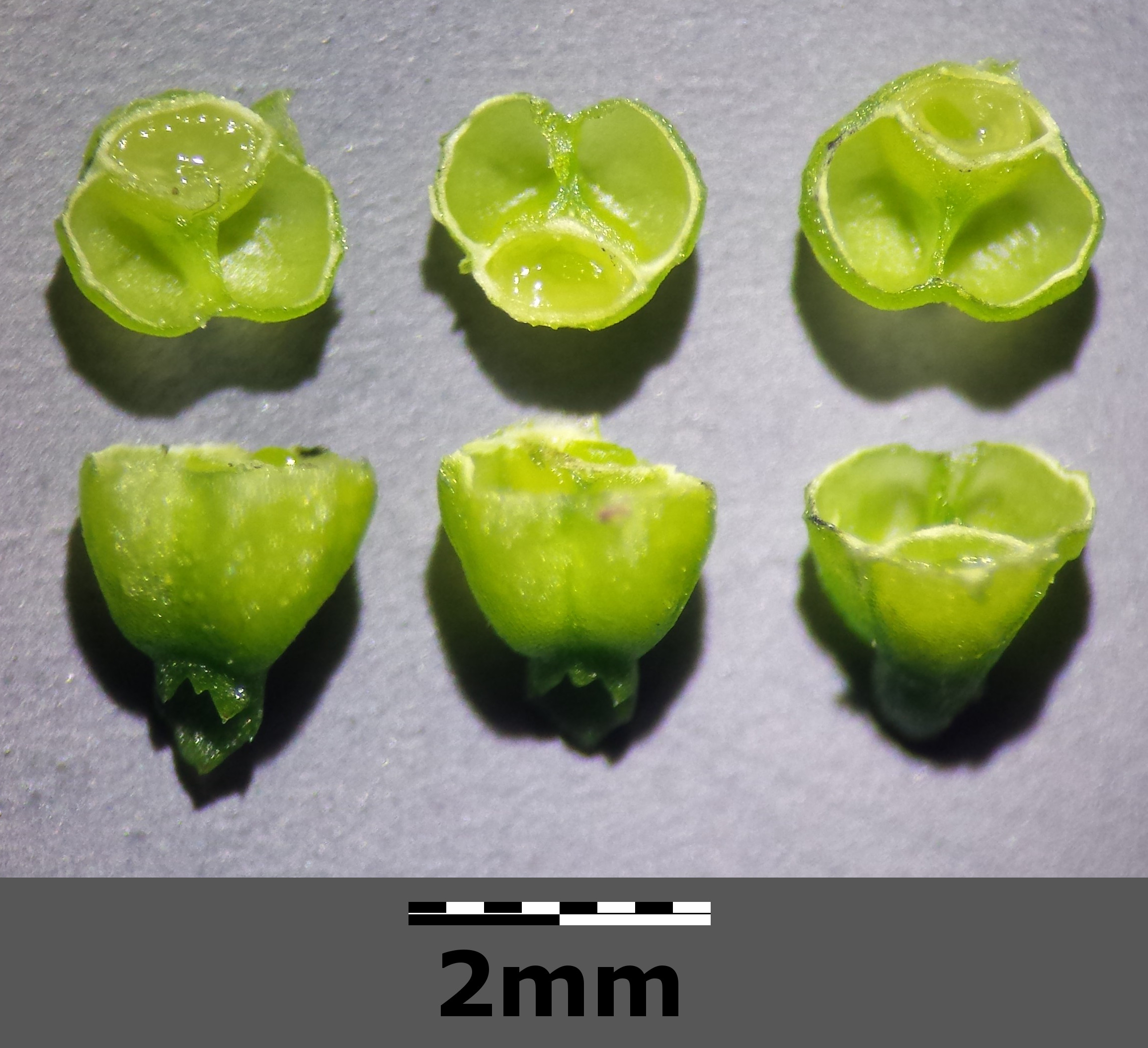